# Turold
Turold (łac. Turoldus) – imię to ma skandynawskie pochodzenie (Thorold). Do Normandii zostało wprowadzone przez wikingów i było bardzo popularne w Księstwie Normandii w XI i XII w. W swej francuskiej wersji, Théroulde, do dziś często występuje jako nazwisko w regionie pays de Caux.
Pojawiło się w ostatnim zdaniu najstarszej zachowanej redakcji “Pieśni o Rolandzie” – napisanym w języku anglo-normandzkim, tzw. Rękopisie Oksfordzkim. Wers ten może być przetłumaczony w następującym brzmieniu: „tak kończy się ta historia, którą Turold spisał”. Nie wiadomo, czy Turold był tylko kopistą bądź recytatorem manuskryptu, czy też jest prawdziwym autorem Rękopisu Oksfordzkiego lub jednej z poprzednich wersji „Pieśni o Rolandzie”.
Pojawia się także na tkaninie z Bayeux i określa jednego z normandzkich wojowników, który wraz z synami odznaczył się w bitwie pod Hastings. Figuruje także w tzw. Domesday Book; dokonanym przez Wilhelma Zdobywcę spisie ziemskim w podbitej przez niego Anglii.